# پاتوس د مینس
پاتوس د مینس (به پرتغالی: Patos de Minas) یک منطقهٔ مسکونی در برزیل است که در مینا ژرایس واقع شده‌است. پاتوس د مینس ۳٫۱۸۹٬۷۷۱ کیلومتر مربع مساحت و ۱۵۰٬۸۹۳ نفر جمعیت دارد و ۸۱۵ متر بالاتر از سطح دریا واقع شده‌است.